# Just Ier de Tournon
Just Ier de Tournon est lieutenant général du Languedoc, sénéchal d'Auvergne et gouverneur de Lyon. Il meurt en 1525.

## Biographie
Fils de Jacques II de Tournon, il est un des frères aînés de François de Tournon, cardinal. Avec son frère Christophe, ils sont enfants d'honneur de Charles VIII en 1490. Il se marie le 30 août 1497 avec Jeanne de Vissac avec qui il a Charles et Jacques, ainsi que Just II.
Il tient quelque temps le fief de Tournon où il fonde un hôpital. Bon capitaine militaire, il devient lieutenant général du Languedoc et sénéchal d'Auvergne.
Il passe à Lyon en 1512 et 1513 pour aider le maréchal Jacques de Trivulce, lorsque ce dernier combat contre l'Italie. Il est nommé en septembre 1518 gouverneur de Lyon, mais il reste de temps à cette fonction, qu'il occupe rarement à cause de sa lieutenance du Languedoc, où il est remplacé en octobre 1523 par Jacques II de Chabannes de La Palice. Il est néanmoins présent lors de la visite des travaux des fortifications de Lyon par François Ier.
Il meurt à la bataille de Pavie en février 1525.